# Fortsetzungssatz für messbare Funktionen
Das Fortsetzungssatz für messbare Funktionen ist ein Lehrsatz aus dem mathematischen Gebiet der Maßtheorie, welchem eine Fragestellung zugrunde liegt, die der des Tietze'schen Fortsetzungssatz in der Topologie entspricht.

## Formulierung des Fortsetzungssatzes
Der Satz lässt sich formulieren wie folgt:
Gegeben seien der Messraum {\displaystyle (\mathbb {R} ,{\mathcal {B}}^{1})}, der aus dem Körper der reellen Zahlen {\displaystyle \mathbb {R} } und der zugehörigen Borel'schen σ-Algebra {\displaystyle {\mathcal {B}}^{1}} besteht, sowie irgend ein weiterer Messraum {\displaystyle (X,{\mathcal {A}})}.

Weiter gegeben seien eine beliebige Teilmenge {\displaystyle M\subset X} mit der ihr zugehörigen Spur-σ-Algebra {\displaystyle {\mathcal {A|_{M}}}} und darauf irgend eine reellwertige {\displaystyle {\mathcal {A|_{M}}}}-{\displaystyle {\mathcal {B}}^{1}}-messbare Funktion {\displaystyle f\colon (M,{\mathcal {A|_{M}}})\to (\mathbb {R} ,{\mathcal {B}}^{1})}.

Dann gilt:
Eine solche Funktion {\displaystyle f} besitzt stets eine {\displaystyle {\mathcal {A}}}-{\displaystyle {\mathcal {B}}^{1}}-messbare Fortsetzung {\displaystyle F\colon (X,{\mathcal {A}})\to (\mathbb {R} ,{\mathcal {B}}^{1})}.